# St. Albans (West Virginia)
St. Albans ist eine Stadt im Kanawha County des US-amerikanischen Bundesstaates West Virginia. St. Albans bildet eine Vorstadt von Charleston und liegt am Zusammenfluss des Kanawha River und des Coal River. Das U.S. Census Bureau hat bei der Volkszählung 2020 eine Einwohnerzahl von 10.861 ermittelt.

## Geschichte
St. Albans wurde im Jahr 1816 angelegt. Ursprünglich war die Stadt als Philippi bekannt, nach Philip Thompson, einem frühen Siedler. Der Name wurde später in Colesmouth geändert, da die Gegend und der Fluss von Samuel Cole entdeckt wurden. Die Stadt wurde dann im Jahr 1868 als Kanawha City eingemeindet. Die Stadt wurde 1872 von H.C. Parsons von der C & O Railroad zu Ehren seines Geburtsortes in St. Albans (Vermont) umbenannt, der wiederum nach St. Albans in Hertfordshire, England, benannt ist. Letztere Stadt ist nach Sankt Alban benannt, von dem angenommen wird, dass er der erste britische christliche Märtyrer war.

## Demografie
Nach einer Schätzung von 2019 leben in St. Albans 9.918 Menschen. Die Bevölkerung teilt sich im selben Jahr auf in 92,2 % Weiße, 2,7 % Afroamerikaner, 0,2 % amerikanische Ureinwohner, 1,0 % Asiaten und 3,7 % mit zwei oder mehr Ethnizitäten. Hispanics oder Latinos aller Ethnien machten 1,0 % der Bevölkerung aus. Das mittlere Haushaltseinkommen lag bei 50.755 US-Dollar und die Armutsquote bei 17,7 %.
| Jahr | Einwohner¹ |
| ---- | ---------- |
| 1900 | 816        |
| 1950 | 9.870      |
| 1960 | 15.103     |
| 1970 | 14.356     |
| 1980 | 12.402     |
| 1990 | 11.194     |
| 2000 | 11.567     |
| 2010 | 11.044     |
| 2020 | 10.861     |

¹ 1920 – 2020: Volkszählungsergebnisse

## Söhne und Töchter der Stadt
- Renee Montgomery (* 1986), Basketballspielerin